# PGM Précision
PGM Précision (denominada como PGM PRECISION) é uma  empresa francesa de fabricação de fuzil precisão para militares, aplicação da lei e usos esportivos.
Modelos incluem:
- PGM Hecate II (12.7×99mm NATO / .50 BMG)
- PGM 338 (.338 Lapua Magnum / 8.6×70mm)
- PGM Ultima Ratio (7.62×51mm NATO como câmara militar principal)
.300 Savage, 7mm-08 Remington, .260 Remington, 6.5×47mm Lapua e 6mm Norma BR sob solicitação especial

## Ligações externa
- Sítio oficial